# خواهران آدامیان
خواهران آدامیان (ارمنی: Ադամյան քույրեր؛ انگلیسی: Adamian sisters هغینه: زادهٔ ۱۸۸۱ - درگذشته ۱۹۶۰؛ یوگینه: زادهٔ ۱۸۸۳ - درگذشته ۱۹۴۵) خواهران موسیقی‌دان، دوئت نوازان پیانو اهل ارمنستان بود. هر دو خواهر در بین سال‌های ۱۹۰۰ تا ۱۹۸۰ در آلمان و سوئیس تحصیل نمودند. خواهران آدامیان دو برادر به نام‌های آرشاک آدامیان و هوهانس آدامیان داشتند.

## زندگی‌نامه

### هغینه
وی با نام اصلی هغینه آبگاری آدامیان (ارمنی: Հեղինե Աբգարի Ադամյան) در ۱۸۸۱ در باکو به دنیا آمد.  وی در ۱۹۶۰ در سن ۷۹ سالگی در آلمان درگذشت.

### یِوگینه
وی یوگینه آبگاری آدامیان (ارمنی: Եվգինե Աբգարի Ադամյան) در ۱۸۸۳ در باکو به دنیا آمد.  وی در ۱۹۴۵ در سن ۶۲ سالگی در پاریس درگذشت.